# Wir sind Kaiser
Wir sind Kaiser ist eine satirische Talkshow des ORF, die zwischen 2007 und 2010 im Rahmen von Donnerstag Nacht ausgestrahlt wurde. Über 3sat konnte die Sendung auch in Deutschland und der Schweiz gesehen werden. Am Marktanteil gemessen war sie die erfolgreichste von ORF 1 zwischen 2007 und 2010 wöchentlich ausgestrahlte Eigenproduktion. Seit Ende 2010 wurden vierteljährlich neue Spezialfolgen ausgestrahlt.
Im Dezember 2019 gab der ORF bekannt, dass das Format mit zwei Faschingsaudienzen am 7. und 14. Februar 2020 auslaufen soll. Aufgrund der COVID-19-Pandemie wurden am 17. und 24. April 2020 unter dem Titel Eine Krone gegen Corona – Das Kaiser-Spezial zwei Videoaudienzen gezeigt. Auch die Silvestersendung im Jahr 2020 fand wieder statt.
Ab dem 13. Jänner 2021 wurden acht Ausgaben Wir sind Kaiser*in: Neues aus der Hofkanzlei gezeigt. Lilian Jane Gartner übernahm darin die Rolle der Kronprinzessin Leopoldine.

## Die Sendung

### Konzept

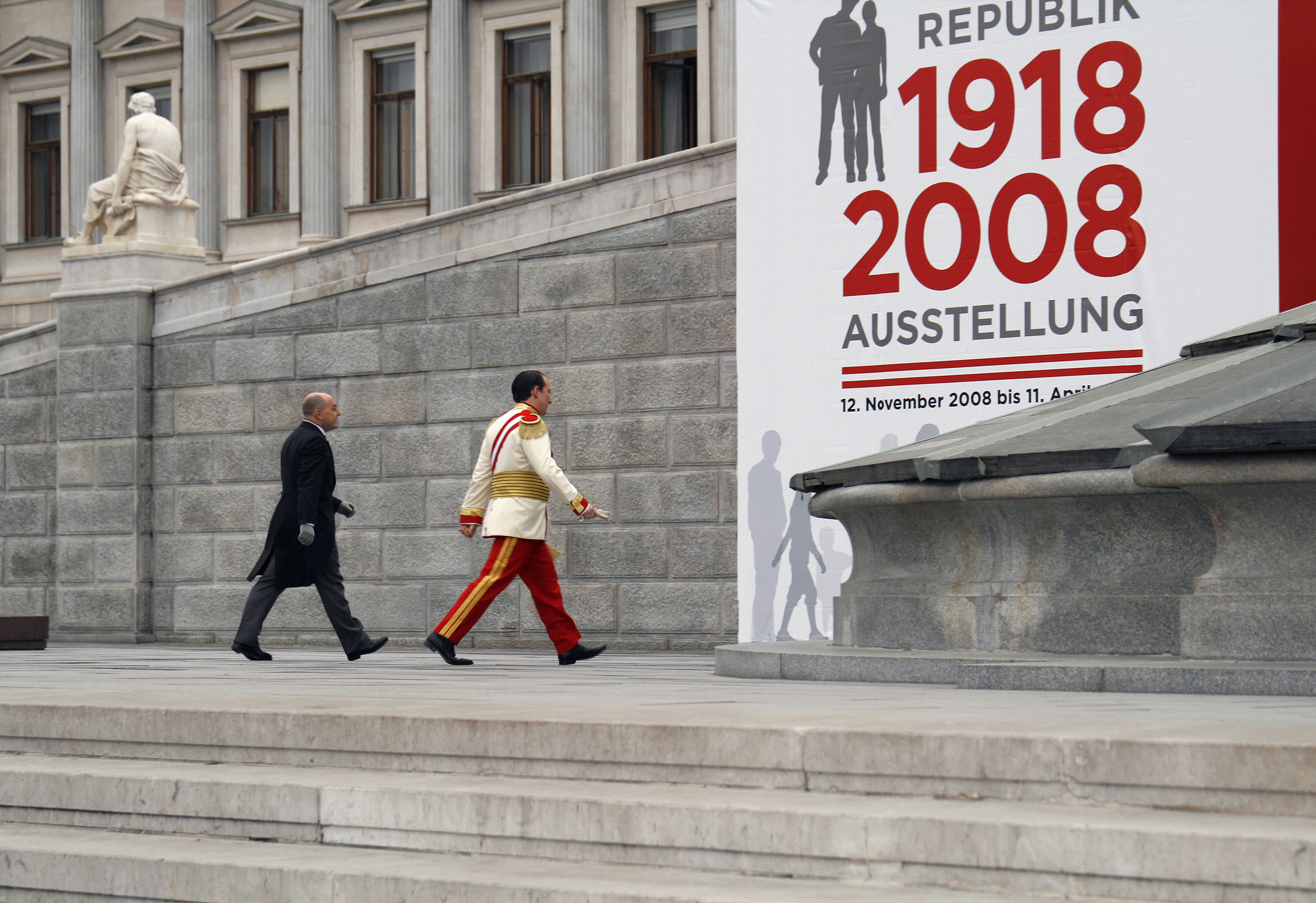
Kaiser Robert Heinrich I. und Obersthofmeister Seyffenstein besuchen die Ausstellung „90 Jahre Republik“ im Parlament

Robert Palfrader spielte Robert Heinrich I., die Karikatur eines österreichischen Kaisers, wobei er rollengemäß im Pluralis Majestatis und von und mit anderen in der dritten Person Singular („Er gehe dorthin...“; „was macht sie da?“) spricht. Er soll nach den enttäuschenden Leistungen der österreichischen Politik dem Land wieder den Glanz monarchistischer Zeiten zurückbringen. Unterstützt wird er von seinem Obersthofmeister Seyffenstein (Rudi Roubinek – er ist zusammen mit Klaus Oppitz auch Hauptautor der Sendung) und dem Diener Vormärz (FM4-Moderator Rudi Schöller). In den späteren Sendungen kommt auch ein zweiter Diener namens Biedermeier (Florian Perger) vor. Des Weiteren existiert die Augenweide (Karin Chvatal), die Gespielin des Kaisers. Beide Diener wie auch die Augenweide kommen in der Sendung allerdings fast nicht zu Wort. Aufgezeichnet wurden die Sendungen vor Publikum im Großen Festsaal im Haus der Industrie am Wiener Schwarzenbergplatz.

### Inhalt
Zur Eröffnung der öffentlichen, 40-minütigen Audienz des Kaisers wurde jeweils – zur Melodie der Internationalen – die „Kaiserhymne“ vorgetragen, der Text lautet:

„Oh, sehet Kinder fröhlich lachen, Blumen blüh’n so strahlend schön.
Ein jeder freut sich seines Lebens, wie lange nicht geseh’n.
Vorbei die dunklen kalten Zeiten, da wir alleine auf der Welt.
Wie ein Vater seine kleinen Kinder, der uns im Arme hält.
Unser lieber Robert Heinrich, wir danken es dir recht.
Du Inhalt uns’res Lebens, vor dir knien Herr und Knecht.
Unser lieber Robert Heinrich, wir danken es dir recht.
Wir haben einen Kaiser, uns geht es nie mehr schlecht!“

Danach hat Seyffenstein dem Kaiser die Post vorgelesen. Dabei handelte es sich in der Regel um Bittschreiben nationaler und internationaler Persönlichkeiten an den Kaiser. Anschließend empfing Seine Majestät Gäste – überwiegend österreichische Prominente und Politiker, mitunter auch deutsche –, löst souverän politische Konflikte und zeigte Aufzeichnungen aus seinem Alltag als geliebtes Staatsoberhaupt. Meistens sind seine Taten nur vorgetäuscht und in Wirklichkeit werden sie von seinem Untertan Vormärz ausgeführt. Robert Heinrich I. wirkt während der Sendung oft sehr besorgt um sein Land. Seine Gäste behandelte er jedoch oft provokant und manchmal auch befremdlich.
Außerdem traten in der Sendung meist Austropop-Künstler zur musikalischen Unterhaltung auf (z. B. Zweitfrau, Excuse Me Moses, Die Steirische Streich).
Ein Running Gag war das wöchentliche Erscheinen von Richard Lugner, der jeweils in einer anderen Verkleidung auftrat bzw. sich als jemand anderen ausgab und um eine Audienz beim Kaiser bat, sie aber nie bekam. Erst in der Folge vom 3. Jänner 2008 wurde ihm erlaubt, das Audienzzimmer zu betreten und ein Gespräch mit dem Kaiser zu führen. Ein weiterer Running Gag sind die Geschenke der Gäste an seine Majestät, bei denen es sich meist um Schneekugeln mit Pinguinen handelt, die der Kaiser Vormärz für die Sammlung übergibt, andere Geschenke werden in die „Spezialablage rund“ (eine Mülltonne) entsorgt. Die Verabschiedung eines Gastes erfolgt häufig mit den Worten: „Er/Sie darf sich zurückziehen, aber er/sie muss auch einmal ein bisserl brav sein!“ Immer wiederkehrend ist auch der so genannte Schneckengruß, den der Kaiser bei weiblichen Gästen, oft in Verbindung mit anzüglichen Blicken und Gesten, bewusst übertrieben inszeniert: das leichte Beugen der oberen Glieder der gestreckten Zeige- und Mittelfinger, welches die sich verbeugenden Fühler einer Schnecke symbolisiert.

### Anfang und Ende der Serie
Wie man in diversen Folgen erfuhr, wurde Robert Heinrich „durch Gottes Gnaden Kaiser von Österreich“, um das Land zu retten. Dazu wurde eine Aufzeichnung gezeigt, die zeigt, wie „in einer kleinen Ortschaft, in der Nähe der Stadt Wien“, ein betrunkener Robert Heinrich ins Wirtshaus geht, wo er sich über die politische Lage des Landes beschwert. Dabei wird ironisch auf die Namen der Charaktere angespielt, so zeigt Robert Heinrich dem Wirt ein Stück Seife, das er einen „Seifenstein“ nennt. Da fällt ein Schein vom Himmel und die Stimme des Erzählers spricht zu Robert Heinrich:

„Robert Heinrich, du bist erwählt, dieses Land aus seinem Elend zu führen. […] Ab heute bist du Robert Heinrich I.“

Daraufhin hat Robert Heinrich die Kaiseruniform an, der Wirt wird zu Obersthofmeister Seyffenstein und der Kellner zu Vormärz.
Am 11. März 2010 fand die vorerst letzte Audienz des Kaisers statt. Dabei wurde gezeigt, wie Robert Heinrich I. „Gottes Gnade“ wieder entzogen wurde und er zurück ins Wirtshaus kam. Als Seyffenstein dem ehemaligen Monarchen vorwirft, mit den „Weibergeschichten“ alle Autos und das Geld vergeudet zu haben, schreit Robert Heinrich: „Wer hätte es denn anders gemacht?!“ Daraufhin wird er wieder in den Kaiser zurückverwandelt, zieht sich aber aus dem öffentlichen Leben zurück und beschließt, keine weiteren Audienzen mehr zu gewähren. Als Seyffenstein Richard Lugner am Ende dieser Episode wieder einmal abweisen will, sagt Robert Heinrich I., er übernehme dies selbst, und er verlässt den Saal. Herein kommt daraufhin Lugner in der Kaiseruniform.

## Ausstrahlung
Die Erstausstrahlung der ersten Folge lief am 3. Mai 2007 auf ORF 1. Danach ging die Sendung zugunsten der Ausstrahlung von Die liebe Familie und Dorfers Donnerstalk in die Sommerpause. Von Oktober 2007 bis zum 17. Jänner 2008 lief die erste Staffel, danach folgte eine erneute Pause.
Die Ausstrahlung der zweiten Staffel begann am 4. September 2008 und endete am 8. Jänner 2009. Sie umfasste inklusive Silversterspecial 13 Folgen. Weitere acht Folgen wurden im Frühjahr 2009 ausgestrahlt.
Vom 24. September 2009 bis zum 11. März folgte die dritte Staffel.
Die vierte Staffel begann am 29. Jänner 2016 auf ORF 1.

### Spezialfolgen
Im Rahmen des Unterhaltungsprogramms zum Jahreswechsel zeigte der ORF seit dem Jahr 2007 jeweils am 31. Dezember (drei Sendungen) und am 1. Jänner (eine Sendung) Specials der Sendung. Zwischen 20.15 Uhr und 0.20 Uhr wurden nach jeder Sendung 15-minütige Sequenzen des Silvesterballs für den Kaiser gezeigt. Beim Jahreswechsel 2018/19 erfolgte in der Neujahrsnacht erstmals keine weitere Sendung.
Am Nationalfeiertag Österreichs, dem 26. Oktober 2010, strahlte der ORF eine Sonderfolge von Wir sind Kaiser unter dem Titel Ein Fest für Österreich aus. Sechs Monate nach dem Rückzug von Robert Heinrich I. ins Privatleben trat die Figur erstmals wieder in der Öffentlichkeit auf, um ihren Ersten Ritter zu suchen. Österreicherinnen und Österreicher waren dazu aufgefordert, sich via Video zu bewerben, und unter nach Senderangaben hunderten Bewerbern wurden drei Kandidaten für die Show ausgewählt. Diese wurden bei der als Turnier konzipierten Sendung von den Ex-Profisportlern Toni Polster, Andreas Goldberger und Hans Knauß unterstützt. Für jede Aufgabe wurde ein bekanntes Lied passend umgedichtet und von den Wiener Sängerknaben vorgetragen, die Sängerin Saint Lu unterstützte den Chor bei Ein- und Auszug des Kaisers. Unter den zahlreichen Gästen befanden sich unter anderem Ottfried Fischer, Karl Merkatz, Michaela Dorfmeister, Eva Glawischnig und der erneut sich selbst verkörpernde Richard Lugner.
Am 9. April 2011 wurde auf ORF 1 die Spezialfolge Tour d'Autriche gezeigt, in der Robert Heinrich I. alle seine neun Bundesländer besucht und in einer Sonderaudienz von seinen Erlebnissen berichtet. 2011 sollen noch drei Specials folgen: Am 2. Juni eine Sendung mit dem Titel Letzte Chance für Deutschland, eine Neuauflage der „Ritterspiele“ im Herbst sowie die Silvestersendung.
Am Nationalfeiertag 2011, dem 26. Oktober 2011, gab es wieder eine Spezialfolge der Serie mit dem Titel „Erntedank“. Diese lief auf ORF 1 um 20:15 Uhr. Gäste waren u. a. Heino, Herbert Haupt, Barbara Schett, Ute Bock sowie der frühere Tiroler Landeshauptmann, Herwig van Staa.

### Kaiser Deluxe
Unter dem Namen „Kaiser Deluxe“ wurde in vier Folgen ein Zusammenschnitt bisheriger Kaiseraudienzen gezeigt. Sie liefen im Dezember 2015 auf 3sat.

### Die Seyffenstein-Chroniken
Seit dem Jahresanfang 2016 werden Ausschnitte bisheriger Sendungen von Wir sind Kaiser in einem Zusammenschnitt gezeigt und von Kaiser Robert Heinrich I. und Seyffenstein kommentiert.
Die Folgen liefen auf ORF eins im Freitagabendprogramm.

### Der Kurier des Kaisers
2018 bildete der Kaiser den Rahmen für eine neunteilige Dokumentationsserie über die österreichischen Bundesländer von Hanno Settele. Aus Geldnot möchte der Kaiser ein Bundesland verkaufen und sendet Settele als Kurier in die einzelnen Länder, um deren Wert zu evaluieren.

## Rezeption und Kritiken

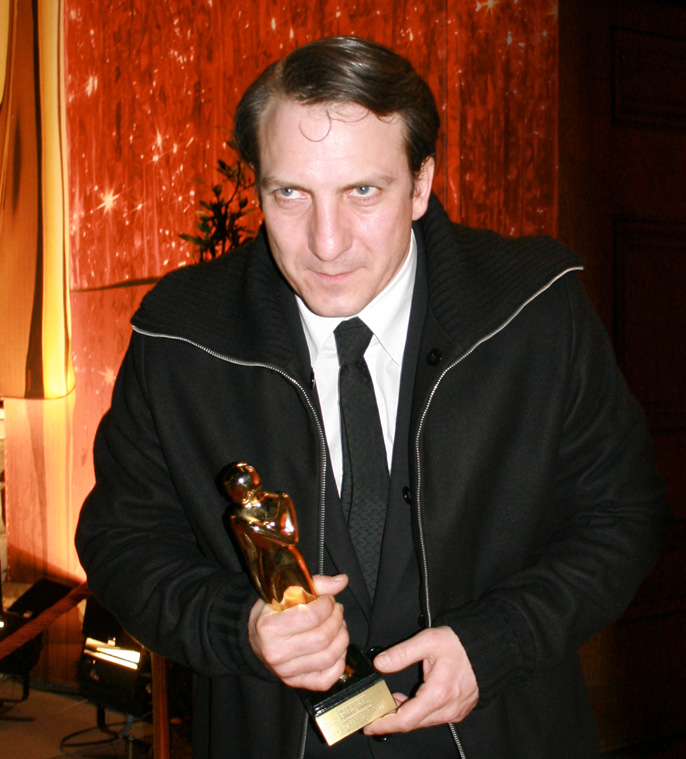
Robert Palfrader wurde für Wir sind Kaiser 2008 mit der Romy ausgezeichnet

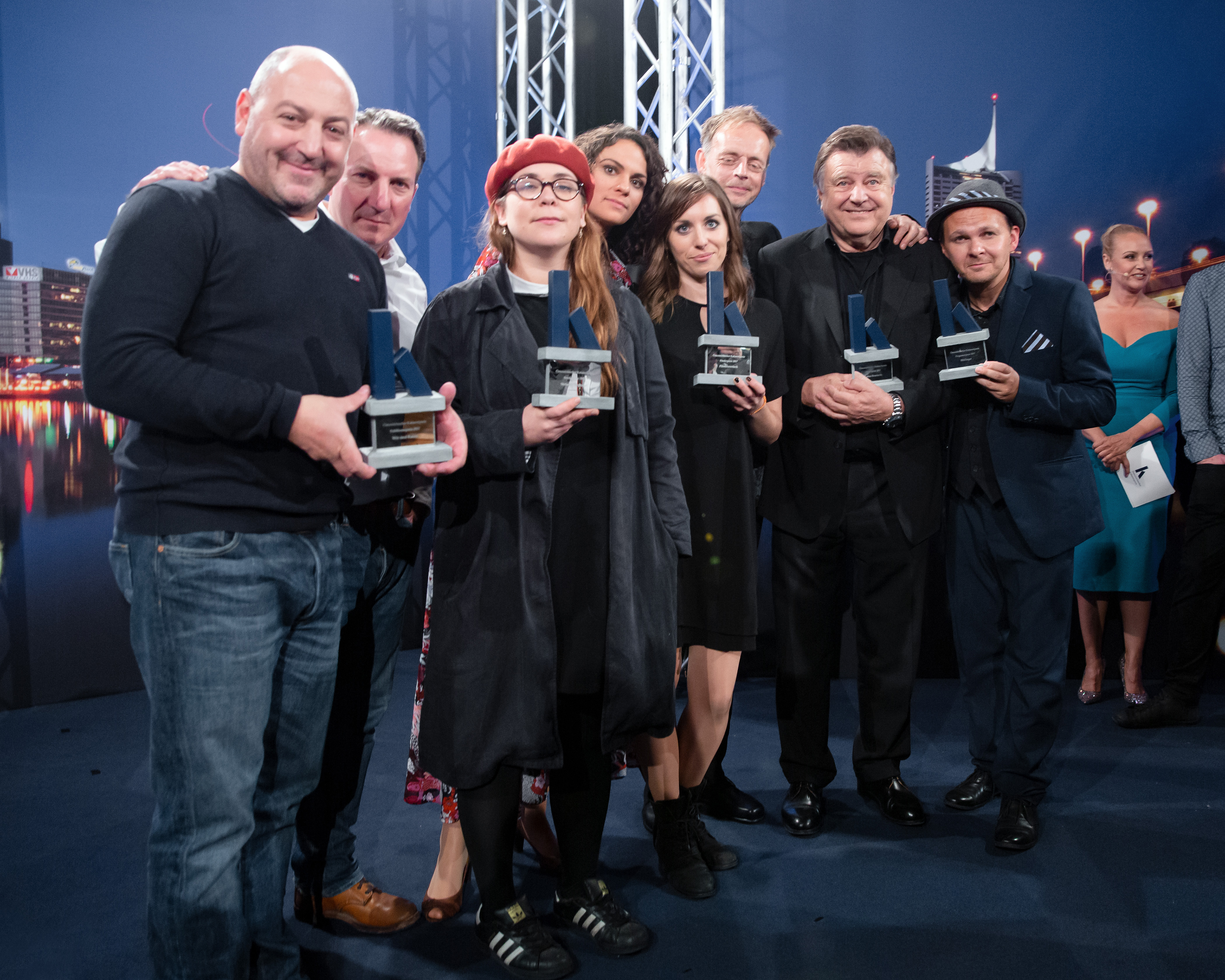
Palfrader und Roubinek mit den weiteren Ausgezeichneten des Österr. Kabarettpreises 2017

Die Show lief erfolgreich mit Spitzenquoten bis zu 28 % Marktanteil und gilt somit als eine der erfolgreichsten Sendungen seit der Programmreform 2007. Die letzte Folge der ersten Staffel vom 17. Jänner 2008 erreichte 462.000 Zuseher (24 % Marktanteil). Rekordquoten erzielte die Ausgabe vom 4. Dezember 2008 mit 603.000 Zusehern (27 % Marktanteil). Den höchsten Marktanteil erreichte man am 24. September 2009 mit 30 %.

„Gleich am Anfang trat kurz der Herr Lugner auf, was bei uns daheim nicht als gutes Omen für die Qualität einer Sendung gilt. Aber man kann sich auch täuschen: ‚Wir sind Kaiser‘ (ORF 1) konnte witzmäßig locker mit Dorfers ‚Donnerstalk‘ mithalten. Grundidee: Österreich hat wieder einen Kaiser (Robert Palfrader), der arrogant näselnd daherredet und Audienzen gewährt. Eine seiner Amtshandlungen war, dass er den ORF-General degradierte, weil der seine Sendung so unregelmäßig ausstrahlt (‚Der Wrabetz soll vom Hansi Hinterseer die Moonboots frisieren‘).“

„Alles sei doch nur ein Mediengag, ein quotenbringender Einfall des öffentlich-rechtlichen Rundfunks. Doch dagegen sprechen deutlich zwei Argumente: Erstens: Der öffentlich-rechtliche Rundfunk hatte noch nie einen quotenbringenden Einfall. Und zweitens: Otto von Habsburg, Chef der alten Herrscherfamilie und quasi Inhaber der Markenrechte an k+k hat nichts Gegenteiliges unternommen, die tausendjährige Corporate Identity ging nahtlos auf den neuen Kaiser Robert Heinrich über. (Bei Robert und Heinrich handelt es sich übrigens um den vierten bzw. neunten Taufnamen Ottos) Wahrscheinlich hat er sich zu seinem 95. Geburtstag am 20. November selbst ein Geschenk gemacht und den jungen Mann aus dem Fernsehen einfach adoptiert. - Einer mußte eben doch ein Opfer bringen für ein Felix Austria!“

„Die Pinguin-Schneekugel und die Internationale als Kaiserhymne waren in Folge 1 ja noch originell, ab Folge 2 war das abgelutscht. Am erträglichsten ist noch die Prominentenaudienz – diesmal mit der hochschwangeren Barbara Karlich und Christoph Matznetter mit KHG-Badeshorts (in der Hand). Dämlicher als ‚Wir sind Kaiser‘ sind eigentlich nur noch echte Monarchisten.“

„Der ‚Kaiser‘ hielt wieder Hof und lieferte am Donnerstagabend im ORF ein Gustostückerl der politischen Satire: Seine Hoheit gewährte dem Untertanen H. C. Strache Audienz – der kam (offenbar hatte ihm keiner seiner Berater abgeraten), verbeugte sich artig und brachte außer einigen Lachern kaum etwas hervor. ‚Seine Hoheit‘ Robert Palfrader sezierte den sonst wortgewaltigen FPÖ-Chef und seine Schwächen mit messerscharfem Humor – elegant, ohne ihn so weit bloßzustellen, dass Strache gänzlich das Gesicht verloren hätte.“

## Auszeichnungen
- 2008: „Beste Programmidee“ für Wir sind Kaiser bei der Romyverleihung 2008 an Robert Palfrader, Rudolf Roubinek, Sandra Winkler, Ully Aris und Wilfried Reichel
- 2017: Publikumspreis des Österreichischen Kabarettpreises[23]
- 2019: „Beste Programmidee“ für Der Kurier des Kaisers bei der Romyverleihung 2019[24]
- 2023: Nominierung für den Fernsehpreis des Österreichischen Kabarettpreises[25]

## Trivia
- Im Herbst 2007 hatte Robert Palfrader als Kaiser Robert Heinrich I. in der Late-Night-Show Willkommen Österreich einen Gastauftritt.
- Weiters moderierte er in seiner Rolle am 30. Dezember 2007 den Sport-Jahresrückblick der Sendung Sport am Sonntag.
- Am 2. Februar 2008 war Palfrader als Kaiser Robert Heinrich I. Teilnehmer der österreichischen Promi-Millionenshow.
- In der laufenden Show-Handlung wird das südliche Burgenland als Steirisch-Kongo und das Bundesland Kärnten als Nordslowenien bezeichnet. Letzteres ist eine Anspielung auf den Ortstafelstreit in Kärnten. In einer Sendung „verwechselte“ der Kaiser zudem den Gast Alfons Haider sowohl mit dem damaligen Kärntner Landeshauptmann Jörg Haider als auch mit dem Komponisten Joseph Haydn.
- Am 26. Oktober 2012 trat Seyffenstein die Nachfolge von Sido als Juror der Fernsehshow „Die Große Chance“ an, nachdem dieser den ORF aufgrund einer Schlägerei mit Dominic Heinzl verlassen musste. In der Woche darauf kam Sido aber überraschend zum ORF zurück, sodass Seyffenstein seine Jurorenposition wieder abgeben musste.

## DVD-Veröffentlichungen
Bisher im Wiener Verlag Hoanzl erschienen sind:
- Die erste Staffel am 29. August 2008
- Die zweite Staffel am 6. März 2009
- Die dritte Staffel am 25. September 2009
- Die Gesamtbox Staffel 1–3 am 20. November 2009
- Die vierte Staffel am 9. April 2010